# نقولا فياض
نقولا يوسف فياض طبيب وشاعر وخطيب ومترجم لبناني، وعضو المجمع العلمي العربي (مجمع اللغة العربية) بدمشق وشقيق الشاعر إلياس فياض (1871-1930).أحب نِقولا فياض الأدب والشعر منذ صغره وأسهم بالحركة الأدبية منذ شبابه وظل يكتب أثناء سنوات عمله إلى أن تفرغ كليًّا لممارسة الطب والأدب والترجمة بعد أن ترك الوظائف الحكومية، وقد قدم للمكتبة العربية العديد من الأعمال الأدبية المتميزة فوضع كتابًا متميزًا في الخطابة وأساليبها، وترجم قصيدة البحيرة لشاعر الفرنسي ألفونس دي لامارتين. ترك نقولا الفياض عددًا من المؤلفات لعل أبرزها كتاب «الخطابة» وتحدث فيه عن أثر الخطابة في تشكيل الكثير من الحوادث التاريخية؛ فطالما تحركت الجماهير نحو هدف عظيم أو معركة كبرى إثر خطبة رنَّانة مُلهمة شحذت الهمم في القلوب، وما الخطب التي سبقت الحملات العسكرية والمعارك الحربية الفاصلة بمجهولة، فيحدثنا التاريخ عن زعماء وأعلام امتلكوا ناصية الخطابة ک «نيرون» و«موسوليني» حيث كانت قدراتهم فطرية؛ صقلتها بيئتهم المحيطة واطلاعهم، فكان من بيانهم سحر. وقد قدَّم المؤلف دراسة لأساليب هؤلاء الخطباء الإنشائية والبلاغية، ولاحظ حركات أجسادهم أو ما نسميه اليوم ب «لغة الجسد»، كما درس أصواتهم وطريقة نطقهم، ليخرج بهذا الكتاب الذي يمكن اعتباره دليلًا تعليميًّا في مخاطبة الجماهير، ذاكرًا ما يجب أن يتخذه الخطيب من وسائل لإيصال فكرته، مُخْتتِمًا كتابه بمجموعة من الخطب التاريخيَّة لزعماء سياسيين ورجال دين وأدباء؛ أمثال «أبراهام لنكولن» و«الحجاج» و«فيكتور هوغو».
وأيضًا كتاب «دنيا وأديان» عرِض نِقولا فيَّاض في هذا الكتابِ لفلسفاتٍ وطَرائقَ مختلفةٍ للتَّعاطي مَعَ الحياة، وذلك مِن خِلالِ فَهْم ِمناهجَ وضَعَها مُفكِّرونَ وفلاسِفة، ورُبما مُحارِبونَ وآلهة، دانَ كلٌّ منهم بِدِينٍ ميَّزهُ عَنِ الآخَرين، ف «بوذا» كان دِينُه الخَلاص، ودَيدَنُه حِرمانَ النَّفْسِ مِنَ المَلذَّات، و«كونفوشيوس» دِينُه الإصلاح، ودَيدَنُه تهذيبُ الجنسِ البشريِّ واحترامُ شرائعِ الطبيعة. أما «إبيقور» فيُمجِّدُ اللذَّة، و«تيمور لنك» يَتنفَّسُ بطشًا ويَغتَذِي على العُدْوان، و«روسكين» يُعلِي مِنَ الجَمال، ويَسبَحُ في الخَيال. وأمَّا «نيتشه» فالقوةُ عِندَه مَسألةُ وُجودٍ أو لا وُجود، والمَسألةُ عند «تولستوي» الرَّحمة. وبالتَّشويقِ ذَاتِهِ والتَّناوُلِ النَّقدِيِّ السَّلِسِ يَتحدَّثُ المُؤلِّفُ عن «غوته» و«رِنان» و«هربرت سبنسر»، ويَتطرَّق إلى قضايا فلسفيةٍ ما وَرائيَّةٍ شَغلَتِ الإنسانَ قديمًا وحديثًا كالأرضِ المجهولة، وجَزيرةِ الأبالِسة، وفكرةِ العُدْوانيةِ والعُنصُريةِ الروحية، وكيف تختلفُ مَوازينُ الأخلاقِ والأدبِ عَبْرَ العُصور.

## حياته
ولد عام 1873 في بيروت في أسرة معروفة تهوى الأدب والشعر والفن وتلقى دراسته في مدرسة الثلاثة الأقمار الأرثوذكسية و كان من أساتذته فيها المعلم نعمة يافث الذي غرس في نفسه حب الشعروالأدب فأهداه ديوانه الأول رفيف الأقحوان قائلاً: إلى روح معلمي نعمة الذي قاد خطواتي الأولى في حياة الفكر والعمل وكان له أول إنشادي.
عمل بعد تخرجه من المدرسة في التجارة مدة سنتين ثم ترك التجارة ودخل كلية الطب الفرنسية في بيروت عام 1899 ولماأنهى دراسة الطب عمل في مستشفى القديس جاورجيوس للروم الأرثوذكس في بيروت، إلى أن سافر عام 1906 إلى باريس للتخصص في الطب فأمضى فيها خمس سنوات عاد بعدها إلى مصرحيث أمضى عشرين عاماً تقريباً متنقلاً بين الإسكندرية والقاهرة.
أسهم بالحركة الأدبية فيهما بشكل واسع في عام 1930 عاد إلى بيروت وخَلَف أخاه الراحل الياس فياض في مقعده بمجلس النواب اللبناني ثم عين مديراً لمؤسسة البريد والبرق والهاتف مدة أربع سنوات وبعد ذلك اعتزل الوظائف وآثر الانصراف كلياً إلى ممارسة الطب والكتابة والترجمة ونظم الشعر والاجتماع برفاق حلقته الأدبية المؤلفة من الأدباء والشعراء بشارة الخوري (الأخطل الصغير) وجرجي سعد وطانيوس عبده وبيترو باولي واسكندر العازار وقسطنطين يني وجرجي نقولا باز وجرجي شاهين عطية ومصطفى الغلاييني وإلياس فياض وأديب مظهر ووديع عقل وأمين تقي الدين وتامر الملاط وشبلي الملاط وموسى نمور وإلياس أبو شبكة وصلاح اللبكي إلى أن وافته المنية عام 1958 وهو في الخامسة والثمانين.

## آثاره الأدبية
- الآثار المؤلفة خواطر في الصحة والأدب 1927-
- الخطابة 1930-
- على المنبر (الجزء الأول) 1938-
- كيف تغلب الإنسان على المرض 1646 -
- كيف تغلب الإنسان على الألم 1947-
- دنيا وأديان 1948-
- رفيف الأقحوان (شعر) 1950-
- بعد الأصيل(شعر) 1957

## الآثار المترجمة
- الخداع والحب (تمثيلية) لشيلر 1903-
- حول سرير الإمبراطور لكابانيس 1926-
- مملكة الظلام أو حياة الأرضة لمترلنك 1927-
- أنتِ وأنا (شعر) لبول جيرالدي 1960

لقد ضم ديواناه رفيف الأقحوان وبعد الأصيل كل ما نظمه في حياته من قصائد منذ عام 1901 حتى عام 1957